# 1966 w Wojsku Polskim
Kalendarium Wojska Polskiego 1966 – strona przedstawia wydarzenia w Wojsku Polskim w roku 1966.

## 1966
- wprowadzono na wyposażenie wojska samochód pancerny BRDM-2[1]

## Styczeń
- w dowództwie Śląskiego Okręgu Wojskowego odbyła się dwudniowa konferencja[2]

4 stycznia
- odbyła się doroczna odprawa szkoleniowa kierowniczej kadry wojsk i instytucji podległych głównemu inspektorowi obrony terytorialnej[2]

7 stycznia
- szef Głównego Zarządu Politycznego WP gen. dyw. Józef Urbanowicz spotkał się z pracownikami prasy okręgowej i tygodników rodzajów wojsk z okazji 15-lecia żołnierskich gazet[2]

18 stycznia
- zmarł płk rez. inż. Henryk Toruńczyk[2]

20 stycznia
- utworzono Inspekcję Sił Zbrojnych[1]

28 stycznia
- w Szefostwie Wojsk Inżynieryjnych MON odbyła się narada partyjno-techniczna, na której oceniono dorobek techniczny wojsk inżynieryjnych w latach 1961–1965, przedyskutowano węzłowe problemy gospodarki sprzętem technicznym w tym okresie oraz zamierzenia na lata 1966–1967[2]

## Luty
7–10 lutego
- na terenie Szczecina i województwa szczecińskiego odbyły się ćwiczenia obrony terytorialnej, którymi kierowali: główny inspektor obrony terytorialnej, generał dywizji Grzegorz Korczyński i I sekretarz Komitetu Wojewódzkiego Polskiej Zjednoczonej Partii Robotniczej, Antoni Walaszek. Pokaz działania zakładowego oddziału samoobrony Stoczni Szczecińskiej im. Adolfa Warskiego obserwował minister obrony narodowej, marszałek Polski Marian Spychalski[1]

19 lutego
- w Muzeum Wojska Polskiego w Warszawie, w ramach obchodów 200 lecia Szkoły Rycerskiej, minister szkolnictwa wyższego, profesor doktor Henryk Jabłoński otworzył wystawę pt. „Szkoła Rycerska i jej epoka”[3]

21 lutego
- w Pałacu Kazimierzowskim w Warszawie minister obrony narodowej, marszałek Polski Marian Spychalski, rektor Uniwersytetu Warszawskiego, Stanisław Turski i minister szkolnictwa wyższego, profesor doktor Henryk Jabłoński złożyli wiązankę kwiatów pod tablicą poświęconą Tadeuszowi Kościuszce
- w Auditorium Maximum Uniwersytetu Warszawskiego odbyło się posiedzenie naukowe poświęcone 200 rocznicy uruchomienia Szkoły Rycerskiej[2]

22–23 lutego
- w Wojskowej Akademii Politycznej im. Dzierżyńskiego odbyła się konferencja naukowo-dydaktyczna poświęcona zastosowaniu metody problemowego nauczania w ośrodkach kształcenia kadr wojskowych[2]
- z okazji obchodów Tysiąclecia Państwa Polskiego podsumowano w wojsku wyniki zbiórki na Społeczny Fundusz Budowy Szkół[2] → Szkoła tysiąclecia

## Marzec
11 marca
- w Inspektoracie Obrony Terytorialnej odbyła się narada poświęcona zagadnieniom szkolenia jednostek obrony terytorialnej[2]

## Kwiecień
2–3 kwietnia
- Z inicjatywy gazety codziennej gazety WP „Żołnierz Wolności”, odbył się w Warszawie zjazd weteranów drugiej wojny światowej – uczestników szturmu Berlina[2].

10 kwietnia
- W Warszawie zmarł ppłk dypl. piech. Tadeusz Zakrzewski, były attaché wojskowy w Bukareszcie, odznaczony Krzyżem Kawalerskim Orderu Odrodzenia Polski i dwukrotnie Krzyżem Walecznych, działacz społeczny, członek władz Okręgu Warszawskiego ZBoWiD[4].

20 kwietnia
- Minister obrony narodowej nadał Szczecińskiemu Pułkowi Obrony Terytorialnej imię starszego sierżanta Mieczysława Majchrzaka.

26 kwietnia
- W Dowództwie Marynarki Wojennej w Gdyni odbyła się narada partyjno-służbowa[2].

28 kwietnia
- Minister obrony narodowej wydał rozkaz wprowadzający w każdą niedzielę uroczyste odprawy wart przed Grobem Nieznanego Żołnierza w Warszawie[1].

29 kwietnia
- Weszła w życie ustawa z dnia 21 kwietnia 1966 o ustanowieniu medalu „Za udział w walkach o Berlin” i medalu „Za zasługi dla obronności kraju” oraz rozporządzenie Ministra Obrony Narodowej z dnia 25 kwietnia 1966 w sprawie zasad i trybu nadawania medalu „Za udział w walkach o Berlin” i medalu „Za zasługi dla obronności kraju” oraz wzorów odznak tych medali i sposobu ich noszenia[5][6].

30 kwietnia
- Minister spraw wewnętrznych i prezes Zarządu Głównego Związku Bojowników o Wolność i Demokrację, generał dywizji Mieczysław Moczar wręczył Krystynie Dobrzańskiej-Sobierajskiej Krzyż Złoty Orderu Virtuti Militari nadany pośmiertnie jej ojcu majorowi Henrykowi Dobrzańskiemu ps. „Hubal”.

## Maj
5 maja
- w Ośrodku Kultury Czechosłowackiej w Warszawie odbyło się spotkanie z generałami i oficerami Wojska Polskiego, którzy w czasie drugiej wojny światowej uczestniczyli w walkach o wyzwolenie Czechosłowacji[2]

8 maja
- w Warszawie na Placu Zwycięstwa przed Grobem Nieznanego Żołnierza odbyła się pierwsza uroczysta odprawa wart stołecznego garnizonu[2]

20–22 maja
- w Danii przebywał z wizytą zespół polskich okrętów wojennych w składzie: niszczyciel „Błyskawica” oraz trałowce „Albatros” i „Kormoran”[2][3]

20–21 maja
- w Akademii Sztabu Generalnego odbyła się VI Konferencja naukowa poświęcona wybranym zagadnieniom z najnowszej historii wojskowości polskiej[2]

## Czerwiec
4–5 czerwca
- w OSL w Dęblinie odbył się walny zjazd Seniorów Lotnictwa Polskiego; było to spotkanie trzech pokoleń lotników polskich[7]

7 czerwca
- podniesiono banderę na nowo zbudowanym w polskiej stoczni trałowcu bazowym[2]

9 czerwca
- w miejscowości Polichno pod Piotrkowem Trybunalskim odsłonięto pomnik Czynu Zbrojnego Gwardii Ludowej i Armii Ludowej, wzniesionego w miejscu pierwszej walki stoczonej przez oddział GL pod dowództwem Franciszka Zubrzyckiego[3]

16 czerwca
- na cmentarzu wojskowym w Narwiku odsłonięto pomnik na zbiorowej mogile żołnierzy z Brygady Podhalańskiej poległych w walce z hitlerowcami. Pomnik ufundowały władze norweskie[3]

17–21 czerwca
- do Gdyni przypłynął z rewizytą zespół szwedzkich okrętów wojennych w składzie: dwa niszczyciele HSWMS „Halland” i HSWMS „Gastrikland” oraz cztery kutry torpedowe: „Arago”, „Astria”, „Plejad” i „Pollux”[2]

18 maja
- w Szczecinie na zamku książąt szczecińskich otwarto wystawę „1000 lat oręża polskiego”[a][2]

27 czerwca

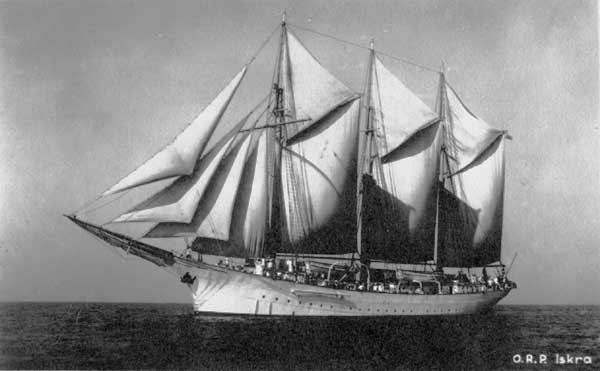
ORP „Iskra”

- rozpoczął się dwudziesty trzeci rejs szkolny ORP „Iskra”

## Lipiec
3 lipca
- zmarł Henryk Błaszkowski

4 lipca
- rozpoczęły się obrady Doradczego Komitetu Politycznego Układu Warszawskiego w Bukareszcie[1][3]

10–13 lipca
- w Gdyni przebywał z rewizytą szkolny okręt fińskiej marynarki wojennej „Matti Kurki”[8][3]

15 lipca
- Oficerska Szkoła Lotnicza w Dęblinie została wyróżniona „Odznaką Tysiąclecia Państwa Polskiego”[7]

19 lipca
- zakończył się dwudziesty trzeci rejs szkolny ORP „Iskra”; okręt zawinął do portów: Naantali, Ryga

20–27 lipca
- na Morzu Bałtyckim odbyły się ćwiczenia z udziałem sił morskich i lotnictwa Polski, ZSRR i NRD[8]

22 lipca
- w Warszawie z okazji obchodów Tysiąclecia Państwa Polskiego odbyła się wielka defilada wojskowa – „Parada Tysiąclecia”. Dowódcą defilady był gen. dyw. Czesław Waryszak[8][7][9].

30 lipca–6 sierpnia
- z wizytą w Polsce przebywał szef sztabu sił zbrojnych Szwecji gen. Carl Erick Almgren[3]

## Sierpień
1 sierpnia
- rozpoczął się dwudziesty czwarty rejs szkolny ORP „Iskra”

20–22 sierpnia
- w Gdyni przebywał z wizytą zespół duńskich okrętów wojennych na czele z flagowym okrętem „Aegir”[8][3]

28 sierpnia
- zakończył się dwudziesty czwarty rejs szkolny ORP „Iskra”; okręt zawinął do portów: Sztokholm, Tallinn

## Wrzesień
5–10 września
- odbyła się w Polsce konferencja przedstawicieli służby zdrowia armii państw-sygnatariuszy Układu Warszawskiego w sprawach dotyczących współczesnej medycyny wojskowej[8][9]

9–16 września
- w Polsce z pierwszą wizytą przebywała delegacja francuskich sił zbrojnych z Oficerskiej Szkoły Lotniczej w Salon de Provence[1][7]

12 września
- minister obrony narodowej wydał rozkaz nr 50 o organizacji i przeprowadzaniu uroczystości ślubowania nowo mianowanych oficerów zawodowych, chorążych i podoficerów zawodowych[8]

13–15 września
- z wizytą w Gdyni przebywał zespół okrętów Królewskiej Brytyjskiej Marynarki Wojennej pod dowództwem admirała sir Johna Frewena w składzie: niszczyciel rakietowy HMS „Devonshire” oraz zbiornikowiec „Oleander”[8][3]

## Październik
2 października
- rozpoczęły się ćwiczenia „Jesień” na terenie Śląskiego Okręgu Wojskowego[1]

6–11 października
- w Pradze odbyły się obrady przedstawicieli intendentur armii krajów Układu Warszawskiego[8]

8 października
- przewodniczący Prezydium Miejskiej Rady Narodowej w Gdańsku Tadeusz Bejm przekazał kombatantom drugiej wojny światowej urny z ziemią z pól bitewnych: znad Bzury, z Warszawy, Narwiku, Lenino, lasów janowskich, Monte Cassino, Studzianek, Falaise, Wału Pomorskiego, Kołobrzegu, Siekierek i Zgorzelca, które zostały złożone przy czołgu – weteranie z 1 Brygady Pancernej im. Bohaterów Westerplatte[8]

9 października
- na Westerplatte odsłonięto Pomnik Obrońców Wybrzeża[8][10][3]

14 października
- w Budapeszcie odbyło się posiedzenie przedstawicieli Układu Warszawskiego[1]

16 października
- w Bolesławicach zastępca przewodniczącego Prezydium Wojewódzkiej Rady Narodowej we Wrocławiu Zygmunt Surowiec odsłonił pomnik ku czci żołnierzy 2 armii WP, a generał brygady Czesław Dęga odznaczył 21 byłych żołnierzy Wojska Polskiego medalami „Za udział w walkach o Berlin”[8]

17 października
- w Moskwie zmarł generał broni Władysław Korczyc, jeden ze współorganizatorów ludowego Wojska Polskiego[8]

## Listopad
3–7 listopada
- z wizytą w Austrii przebywała delegacja Wojska Polskiego na czele z ministrem obrony narodowej Marszałkiem Polski Marianem Spychalskim[8]

14–17 listopada
- w Budapeszcie odbyła się narada przedstawicieli Sił Zbrojnych Państw-sygnatariuszy Układu Warszawskiego[8]

20–21 listopada
- na Opolszczyźnie odbył się zlot kobiet-kombatantek II wojny światowej, byłych żołnierzy 1 i 2 armii WP i aktywistek Organizacji Rodzin Wojskowych[b][8]

21 listopada
- odbyła się doroczna odprawa szkoleniowa centralnego aktywu dowódczego, politycznego i gospodarczego Sił Zbrojnych PRL[8]

30 listopada
- w MON odbyła się centralna narada poświęcona realizacji uchwał VI i VII Plenum KC PZPR w działalności inwestycyjnej wojska w latach 1966–1970[8]

## Grudzień
- w Wojskowej Akademii Medycznej opracowano nowy typ opatrunku przeciwoparzeniowego, który z powodzeniem zastosowały stacje Pogotowia Ratunkowego, Straże Pożarne i ambulatoria przemysłowe[8]

6–7 grudnia
- w Wojskowej Akademii Medycznej w Łodzi odbyła się I konferencja naukowa poświęcona tysiącletnim dziejom polskiej wojskowej służby zdrowia[8]

14–15 grudnia
- odbyła się konferencja naukowa poświęcona 15 rocznicy istnienia Wojskowej Akademii Technicznej im. Jarosława Dąbrowskiego[8]

16–17 grudnia
- odbyła się doroczna narada szkoleniowa kierowniczej kadry dowódczej i aparatu politycznego wojsk wewnętrznych i wojsk obrony terytorialnej[8]